# ثقافة الشباب اليابانية
ثقافة الشباب اليابانية هي أسلوب للشباب والمراهقين. تشمل ثقافة الشباب الآيدول اليابانيين (فرق غناء ورقص مشهورة في اليابان)، والكي المرئي (أسلوب في الموسيقى يتبعه الموسيقيون اليابانيون)، ولباس لوليتا القوطي (نوع من الملابس المشابهة لملابس العصر الفيكتوري في إنجلترا)، والكي المرئي الخاص بإقليم ناغويا في اليابان، والجيارو (نوع من الموضة للفتيات). وبدأت الثقافات مثل الآيدول الياباني و الكي المرئية كثقافة شبابية في اليابان. 

## تاريخ
بدأت ثقافة الشباب في اليابان في منتصف الثمانينيات من القرن الماضي بأسلوب الكي المرئي مع فرق مثل D'erlanger و X Japan و Buck Tick . في التسعينيات، بدأ الآيدول (المعبود) مع فرقة Morning Musume . كانت الثقافات الأخرى للشباب هي الكي المرئي لإقليم ناغويا و لباس اللوليتا القوطي. بدأت ثقافة الشباب في اليابان في الثمانينيات بثقافات مثل المعبود الياباني و الكي المرئي . بدأت فرق الآيدول اليابانية مثل Cute و Morning Musume وArashi بالاشتهار بين المعجبين من الشباب والمراهقين، وكذلك الأمر مع فرق الكي المرئية مثل An Cafe و Ayabie و Lynch. بدأ المزيد من المعجبين بفرق الشباب والمراهقين والفتيات AKB48 وBerryz Kobo يغنون في المزيد من الحفلات الموسيقية في آسيا والولايات المتحدة الأمريكية وأوروبا. بدأت فتيات الجيارو في عام 2000 عندما بدأت ثقافة الشباب والجيارو في أغنية "Watchin 'Girl" من فرقة الروك البديلة Shonen Knife و اللوليتا القبطية بدأت كثقافة للشباب في التسعينيات وفي العقد الأول من القرن الحادي والعشرين مع موسيقى الروك المرئية اليابانية مانا من الكي المرئي لفرق Malice Mizer و Moi dix Mois.

## ثقافات الشباب
- ناغويا كي ، النوع الفرعي للكي المرئي
- كى المرئية
- المعبود الياباني
- القوطية لوليتا
- جيارو
- جيارو أوه
- الفقرة الفقرة
- التنكر
- أوتاكو